# Sergio Hernández
Sergio Hernández   (Xàbia, 6 de desembre de 1983) és un pilot d'automobilisme valencià Campió del Món de Turismes en la categoria de privats l'any 2008 i 2010.

## Trajectòria
Inicis
Inicia la seva carrera en el món del karting l'any 1998, on competirà fins al 2001 quan passa a disputar la Fórmula BMW portuguesa en el mateix any que també disputà la Fórmula Super Toyota espanyola.

###### Fórmula 3 i World Series
Debuta a la Fórmula 3 espanyola el 2002 competint amb l'equip Azteca, disputant el 2003 algunes proves del Campionat de Fórmula 3 britànic. L'any 2004 participa de nou a la F3 espanyola, aquest cop amb l'equip Campos Racing, ingressant un any més tard a les World Series de Nissan amb l'escuderia Saulnier.

###### GP2
El 2005 participa en la primera temporada de les GP2 Series, campionat designat com una segona categoria de la Fórmula 1, amb l'equip Campos Racing. Hernández tan sols aconsegueix sumar3 punts, finalitzant en 20a posició el campionat. Per la temporada 2006 fitxa per l'escuderia italiana Durango, aconseguint novament 3 punts i finalitzant en 23a posició el campionat.

###### WTCC
L'any 2007 passa al Campionat Mundial de Turismes (WTCC) amb l'equip Proteam pilotant un BMW 320si privat. Posteriorment, l'any 2008 es proclama Campió del Món de Turismes en la categoria de privats.